# San Vicente (Séville)
Pour les articles homonymes, voir San Vicente.
San Vicente est un quartier de la ville andalouse de Séville, en Espagne, situé dans le district Casco Antiguo.

## Limites du quartier
Situé à l'ouest du district Casco Antiguo, le quartier est limité au nord par les rues Curtidurías, San Vicente et Juan Rabadán, par la place San Lorenzo et par la rue Conde de Barajas qui le séparent du quartier de San Lorenzo, à l'est et au sud-est par les rues Jesús del Gran Poder et Padre Tarín, par la place de la Gavidia et par les rues Baños, Jesús de la Vera-Cruz, Cardenal Cisnernos et San Vicente qui le séparent du quartier d'Encarnación-Regina, au sud par la rue Alfonso XII, la place Puerta Real et la rue San Laureano qui le séparent du quartier de Museo et au nord-ouest par le canal Alphonse-XIII qui le sépare du district de Triana.

## Points d'intérêt
- Église San Vicente (Séville) (es)
- Couvent de Santa Rosalía (es)

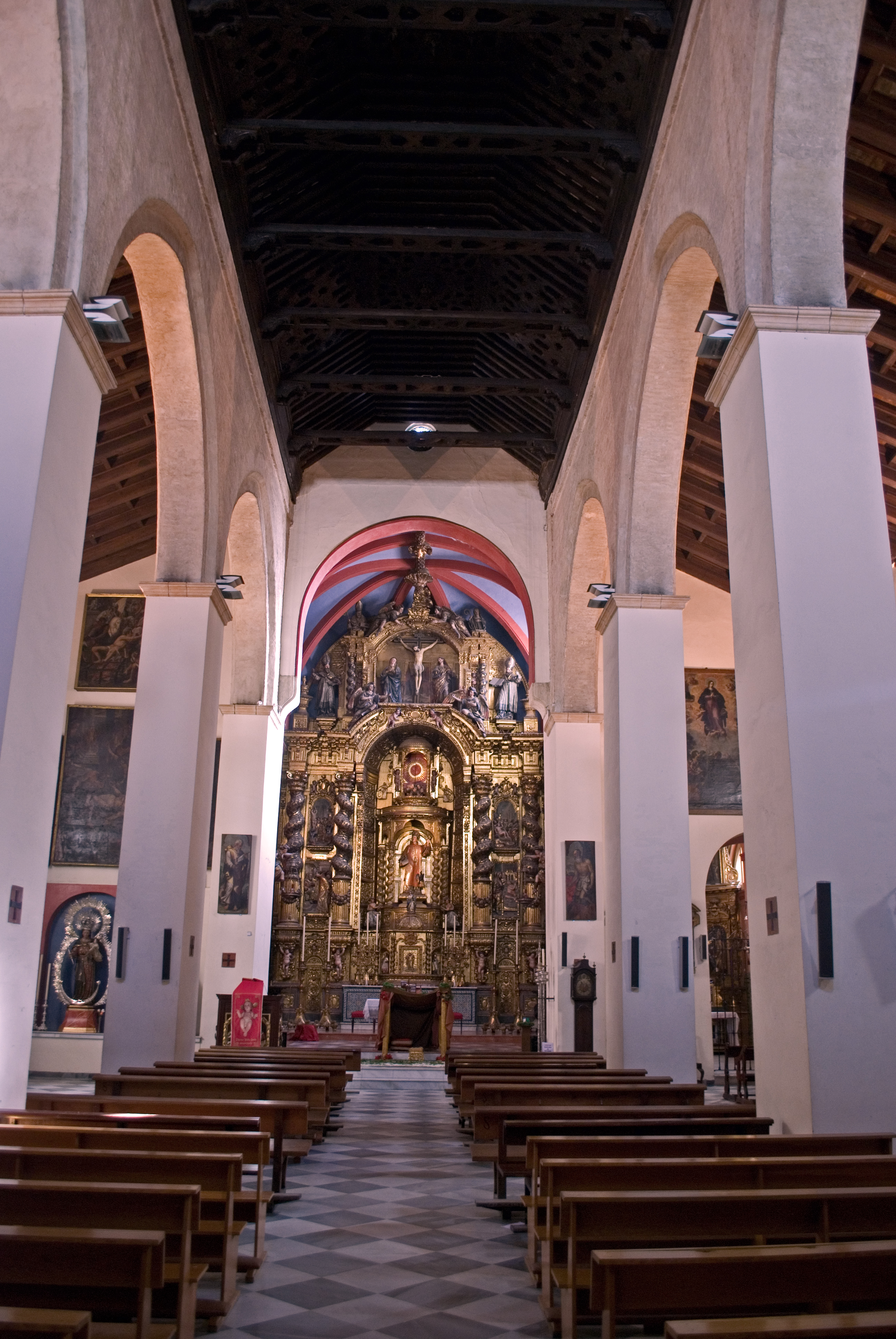
L'intérieur de l'église San Vicente
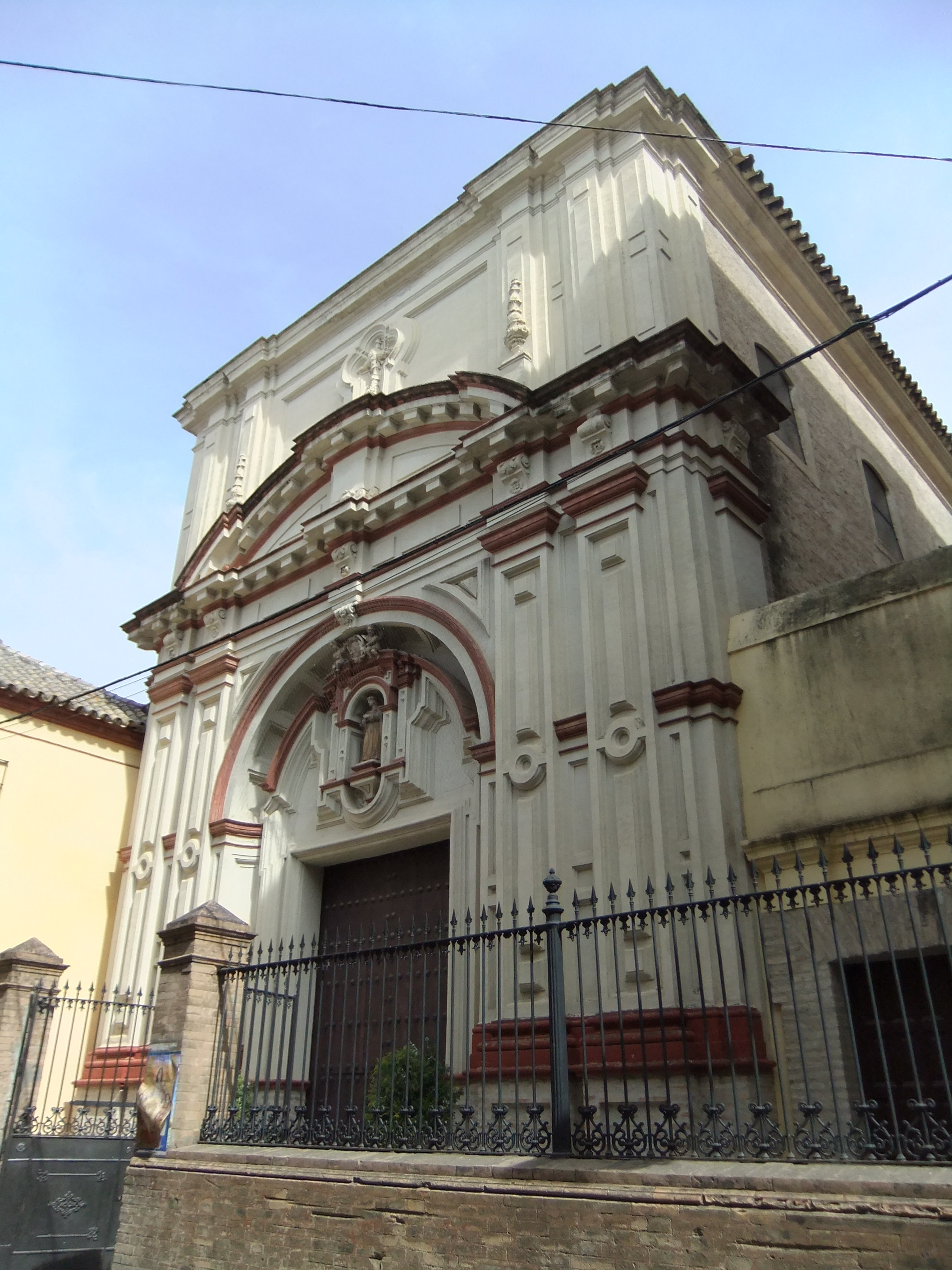
Le couvent de Santa Rosalía